# Роуз-Гілл (Північна Кароліна)
Роуз-Гілл (англ. Rose Hill) — місто (англ. town) в США, в окрузі Даплін штату Північна Кароліна. Населення — 1371 особа (2020).

## Географія
Роуз-Гілл розташований за координатами 34°49′34″ пн. ш. 78°1′33″ зх. д. / 34.82611° пн. ш. 78.02583° зх. д. (34.826217, -78.025902).  За даними Бюро перепису населення США в 2010 році місто мало площу 3,72 км², уся площа — суходіл.

## Демографія
Згідно з переписом 2010 року, у місті мешкало 1626 осіб у 660 домогосподарствах у складі 433 родин. Густота населення становила 437 осіб/км².  Було 748 помешкань (201/км²).
Расовий склад населення:
| - 51,4 % — білих - 31,4 % — чорних або афроамериканців - 0,5 % — азіатів - 0,2 % — корінних американців - 0,1 % — вихідців з тихоокеанських островів - 15,0 % — осіб інших рас |

До двох чи більше рас належало 1,4 %. Частка іспаномовних становила 20,8 % від усіх жителів.
За віковим діапазоном населення розподілялося таким чином: 24,3 % — особи молодші 18 років, 58,2 % — особи у віці 18—64 років, 17,5 % — особи у віці 65 років та старші. Медіана віку мешканця становила 40,5 року. На 100 осіб жіночої статі у місті припадало 90,8 чоловіків;  на 100 жінок у віці від 18 років та старших — 83,5 чоловіків також старших 18 років.
Середній дохід на одне домашнє господарство  становив 33 594 долари США (медіана — 27 694), а середній дохід на одну сім'ю — 39 111 долар (медіана — 32 216). Медіана доходів становила 33 571 долар для чоловіків та 24 688 доларів для жінок. За межею бідності перебувало 21,7 % осіб, у тому числі 18,9 % дітей у віці до 18 років та 26,9 % осіб у віці 65 років та старших.
Цивільне працевлаштоване населення становило 679 осіб. Основні галузі зайнятості: виробництво — 21,5 %, освіта, охорона здоров'я та соціальна допомога — 20,5 %, мистецтво, розваги та відпочинок — 13,0 %, роздрібна торгівля — 10,3 %.